# No Man’s Land (2001)
No Man’s Land (bosnisch/kroatisch/serbisch Ničija zemlja) ist ein Kriegsfilm aus dem Jahr 2001. Regie bei der europäischen Co-Produktion führte Danis Tanović, der auch das Drehbuch schrieb und die Filmmusik komponierte.
Die „Kriegssatire“ veranschaulicht durch die Erlebnisse eines serbischen und zweier bosnischer Soldaten, die in einem Schützengraben im Niemandsland gefangen sind, die Absurdität des Krieges. Der Film beleuchtet dabei auch die Rolle der Friedenstruppen der Vereinten Nationen und beschreibt die Auswüchse der medialen Berichterstattung während des Jugoslawienkrieges.
No Man’s Land ist einer der meistausgezeichneten Filme der bosnischen und ex-jugoslawischen Filmgeschichte und erhielt eine Vielzahl von Preisen, darunter 2001 die Auszeichnung Bestes Drehbuch beim Europäischen Filmpreis und bei den Internationalen Filmfestspielen von Cannes. 2002 gewann der Film den Golden Globe und den Oscar jeweils in der Kategorie Bester fremdsprachiger Film.

## Handlung
Der Film erzählt die Geschichte von drei Soldaten, zwei davon Bosniaken namens Čiki und Cera, der dritte ein Serbe, Nino. Die Soldaten geraten während des Bosnienkriegs zwischen die Fronten und treffen mehr oder weniger zufällig in einem Schützengraben im titelgebenden „Niemandsland“ aufeinander, wo sie nun festsitzen und auf Hilfe wartend ausharren müssen. Hierbei versuchen sich beide Parteien zu Beginn gegenseitig umzubringen. Cera war zuvor fälschlicherweise zunächst für tot gehalten worden und von dem Serben und dessen Kameraden, welcher kurz darauf von Čiki erschossen wird, als Falle für Helfer auf eine Antipersonenmine gelegt worden, die bei Nachlassen des Druckes explodieren würde, nun aber die drei Männer bedroht. Deshalb müssen die Soldaten notgedrungen zusammenarbeiten. Dabei finden Čiki und Nino zwar für einen Moment ein Stück weit zueinander – z. B. erinnern sich beide an eine gewisse Sanja aus Banja Luka –, es bleibt jedoch ein sehr angespanntes und von gegenseitigem Misstrauen geprägtes Verhältnis. So versuchen beide auch weiterhin, sich gegenseitig zu töten. Trotzdem arbeiten sie zusammen, um die Soldaten beider Seiten auf sich aufmerksam zu machen, in der Hoffnung, dass diese Hilfe schicken. Die beiden Kriegsparteien verständigen infolgedessen die United Nations Protection Force (UNPROFOR).
Daraufhin nähern sich auf eigene Faust französische Blauhelmsoldaten unter der Führung von Sergent Marchand, die von ihren Vorgesetzten eigentlich angewiesen wurden, in ihrer Stellung zu bleiben. Nachdem ihre Vorgesetzten davon erfahren, müssen sie sich auf deren Befehl hin wieder zurückziehen. Die UNPROFOR will kein Risiko eingehen; außerdem ist sie durch ihr Mandat zur Neutralität verpflichtet und darf eigentlich nur beobachtend tätig sein. Die Journalistin Jane Livingstone und ihr Kameramann haben jedoch den Funk der UN-Soldaten abgehört und so von der prekären Lage erfahren. Sie führt nun Interviews mit den Blauhelmsoldaten und mit serbischen Soldaten und lässt diese von ihrem Sender im Fernsehen ausstrahlen. Dadurch erfährt die Öffentlichkeit von der Situation. Später stoßen weitere Journalisten hinzu und berichten ebenfalls. Auf diesen medialen Druck hin wird den französischen Blauhelmsoldaten nun doch erlaubt, zum Schützengraben zurückzufahren. Sie holen schließlich einen deutschen Minenexperten zum Schützengraben, um die Mine zu entschärfen und somit Cera zu retten, und bringen die beiden anderen Soldaten aus dem Schützengraben heraus. Als wenig später alle kurzzeitig abgelenkt sind erschießt Čiki im Beisein der Presse unvermittelt Nino und wird daraufhin wiederum von einem französischen Blauhelmsoldaten erschossen.
Währenddessen stellt der Minenexperte fest, dass die Mine unter den gegebenen Umständen nicht entschärft werden kann. Infolgedessen wird der Schützengraben geräumt und abgesperrt. Für die Journalisten inszeniert man die angebliche Rettung von Cera, indem man die Gerätschaften des Entschärfers auf einer mit einem Tuch bedeckten Trage in einem Helikopter davonfliegt. Der Kommandeur der Blauhelmsoldaten wiederum lässt Funksprüche an beide Kriegsparteien schicken mit dem erfundenen Inhalt, dass die jeweils andere Seite noch diese Nacht die Eroberung des Schützengrabens plane. Er hofft, dass auf diese Weise Cera durch das zu erwartende Artilleriefeuer getötet und dadurch aus seiner ausweglosen Lage „erlöst“ wird. Der Film endet mit einer Einstellung, die Cera zeigt, der immer noch im Schützengraben auf der Mine liegt, während die Sonne untergeht.

## Besetzung und Synchronisation
Die deutsche Synchronisation des Films übernahm die TaunusFilm Synchron GmbH in Berlin, nach einem Dialogbuch und unter der Dialogregie von Christoph Cierpka.
| Rolle                  | Darsteller         | Sprecher              |
| ---------------------- | ------------------ | --------------------- |
| Čiki                   | Branko Đurić       | Bernd Stephan         |
| Nino                   | Rene Bitorajac     | Stefan Krause         |
| Cera                   | Filip Šovagović    | Detlef Bierstedt      |
| Marchand               | Georges Siatidis   | Patrice Luc Doumeyrou |
| Marchand (DVD-Fassung) | Georges Siatidis   | Robert Missler        |
| Dubois                 | Serge-Henri Valcke | Pascal Thibaut        |
| Michel                 | Sacha Kremer       |                       |
| Pierre                 | Alain Eloy         |                       |
| Bo                     | Mustafa Nadarevic  | Hans-Werner Bussinger |
| serbischer Offizier    | Bogdan Diklić      | Gerd Grasse           |
| Soft (DVD-Fassung)     | Simon Callow       | Eberhard Haar         |
| Jane Livingstone       | Katrin Cartlidge   |                       |
| bosnischer Führer      | Djuro Utjesanovic  | Helmut Krauss         |
| bosnischer Offizier    | Mirza Tanovic      | Michael Telloke       |
| serbischer Sergeant    | Uros Tatomir       | Bodo Wolf             |

## Kritiken
„Als kammerspielartige Farce inszenierter Film, der den Mikrokosmos des Bosnienkrieges als Metapher über den Krieg im Allgemeinen nutzen will, über gut gemeinte Bekenntnisse und atmosphärische Betroffenheit aber nicht hinaus kommt.“

„Danis Tanovic hat aus den endlosen Wirren von damals eine geradezu klassische Konfrontation herauspräpariert, sehr vorsichtig und intelligent. Der Krieg: ein Dilemma, eine Tragödie.“

„Tanovic inszenierte ein klassisches Drama, setzte Humor ein, um das Groteske, ja Absurde nicht nur der Situation im Schützengraben, sondern dieses ganzen Krieges und des so genannten Friedensprozesses zu veranschaulichen. Da sticht kein Heldentum hervor, kein Pathos, keine erzwungene Illusion […] das steht auch für die Hilflosigkeit und das Scheitern jedes Filmes über den Krieg, jener Gewalt, die „nur“ das Eingeständnis des bodenlosen Scheiterns darstellt.“

„Regiedebütant Danis Tanovic, der auch das Buch und die Musik verantwortete, erarbeitet in seinem packenden Antikriegs-Drama ein makaber-absurdes Szenario, das die Sinnlosigkeiten des Krieges verdeutlicht. In Cannes für das beste Drehbuch, in San Sebastian mit dem Publikumspreis ausgezeichnet, sowie einem Golden Globe und dem Auslands-Oscar bedacht, zählt dieses schonungslose und kritische Werk zu den herausragendsten Filmen der letzten Jahre. Nicht nur am Weltgeschehen interessierte Cineasten sollten hier zugreifen.“

## Auszeichnungen
Der Film gewann bei der Oscarverleihung 2002 als Bester fremdsprachiger Film und konnte sich in dieser Kategorie unter anderem gegen Jean-Pierre Jeunets Die fabelhafte Welt der Amélie durchsetzen. Den Golden Globe und den Satellite Award gewann der Film in derselben Kategorie.
Auf den Filmfestspielen von Cannes 2001 erhielt der Film eine Auszeichnung für das Beste Drehbuch und war für den Hauptpreis des Festivals, die Goldene Palme, nominiert. Auf dem kroatischen Motovun Film Festival wurde der Film mit dem FIPRESCI-Preis ausgezeichnet, auf dem niederländischen International Film Festival Rotterdam und dem spanischen San Sebastián International Film Festival mit dem Publikumspreis. Auf dem Sarajevo Film Festival gewann der Film das „Herz von Sarajewo“ für den besten Film, den Publikumspreis und in der Kategorie Bester Debütfilm.
Bei der Verleihung des französischen Filmpreises César 2002 wurde der Film als Bestes Erstlingswerk ausgezeichnet und in der Kategorie Bestes Drehbuch nominiert. Im selben Jahr folgte die Auszeichnung des Syndicat Français de la Critique de Cinéma als Bester ausländischer Film. Für den David di Donatello war No Man’s Land in der Kategorie Bester ausländischer Film nominiert. Den Europäischen Filmpreis 2001 gewann der Film in der Kategorie Bestes Drehbuch. Branko Đurić war als Bester Darsteller nominiert.